# ريمة (ريف دمشق)
ريمة قرية سورية تقع في محافظة ريف دمشق، تتبع إدارياً لمنطقة قطنا، ناحية قرى مركز قطنا.
إعمارها قديم، وفيها أطلال قصر قديم ومدفن.